# Skate It
 (mars 2020).
Skate It est un jeu vidéo de skateboard sur Nintendo DS et sur Wii sorti le 20 novembre 2008. Le jeu est développé par EA Montréal et EA Black Box

## Histoire
Le joueur incarne un skateur à San Vanelona qui fait des épreuves pour devenir pro. Mais avant il lui faudra avoir des sponsors (board, trucks, roues, habits). Il rencontre Reda qui est photographe et qui se charge de trouver des sponsors. Le joueur commence par faire des épreuves à San Vanelona contre des skateurs locaux puis, à force de se faire connaître, il affronte des professionnels tels que Danny Way ou Chris Haslam. Quand il a obtenu tous les sponsors et qui il a terminé l'épreuve de la méga-rampe à Frisco Freakout, le joueur découvre le spot de Barcelone et ses six épreuves pour avoir une photo dans Thrasher Mag.

## Personnages

### Skateurs locaux
- Sammy
- Carl
- Shingo
- Slappy
- Aaron
- Mike

### Skateurs pros
- Terry Kennedy
- Chris Haslam
- Danny Way
- Rob Dyrdek
- Lucas Puig
- Eric Koston
- Jake Brown
- Mike Carroll

### Autres stakeurs
Ces skateurs sont déblocables en faisant des codes.
- Emo Crys
- Jack Knife
- Jay Jay
- Lil Rob
- Spitball

## Spots

### Spots de San Vanelona
- Lac Sherwin
- Rail de L.A.
- Méga Park de Danny
- Le Gap
- Déversoir
- MJC
- École Primaire
- Bibliothèque
- Pandémonium
- Course Vieille Ville
- Park Système D
- Plan B
- Mur du fou

Note: Dans la version Wii, le joueur peut se déplacer dans toute la ville de San Vanelona.

### Autres spots
- Paris
- San Francisco
- Londres
- Shanghai
- Frisco Freakout
- Barcelone
- Rio

## Figures

### Fliptricks
- nollie
- ollie
- heelflip
- kickflip
- hardflip
- pop shove-it
- fs pop shove-it
- varial kickflip
- varial heelflip
- laser flip
- 360 flip
- nollie heelflip
- nollie hardflip
- nollie kickflip
- 360 hardflip
- late heelflip
- late kickflip
- late pop shove-it
- nollie laser flip
- late fs pop shove-it
- nollie fs pop shove-it
- nollie pop shove-it
- late backfoot kickflip
- late backfoot heelflip
- Inward heel
- 360 Inward heel
- 360 pop shove-it

### Grabs
- Christ Air
- Melon

### Autres figures
- Frontflip
- Manual
- Nose manual
- Powerslide
- Backflip

### Rotations
- 180°
- 360°
- 540°
- 720°
- 900°
- 1080°